# كراسين
إن الكَرَاسين (ومفردها كَرْسين) هي رتبة من سمكة شعاعية الزعانف، والتي تتألف من الكراسين (أسماك المياه العذبة) وما يتبعها. وهناك بضعة آلاف من الأنواع المختلفة المجمعة في 18 فصيلة معروفة، منها مجموعتا بيرانا وتيترا الشائعتان.

## الأصناف
تكوّن الكراسين جزءًا من سلسلة يطلق عليها أوتوفيسي ضمن الرتبة الفرعية أوستاريوفيات. يحتوي أوتوفيسي (Otophysi) على أربع رتب أخرى، هي: أسماك شبوطيات الشكل وسيلوريفورميس وجيمنوتيفورميس. وتكوّن الكراسين مجموعة تعرف باسم كاراكافيسي مع سوليفورم وجيمنوتيفورم. تعتبر مجموعة أسماك كاراسيفورم المجموعة الأخت لرتبتي سوليفورم وجيمنوتيفورم، بالرغم من الجدل الذي أثير حولها في ضوء الأدلة الجزئية الحديثة.
وقد تم تجميع الكراسين في الأصل في فصيلة واحدة، وهي: كاراسيداي. ومنذ ذلك الوقت، انفصلت العديد من العائلات المختلفة. ومع ذلك، تختلف التصنيفات بعض الشيء، وقد أكدت أحدث الدراسات كون كاراسيداي المقيدة من الأسماك أحادية العرق. وفي الوقت الحالي، هناك ثماني عشرة فصيلة، وحوالي 270 جنسًا وحوالي 1674 نوعا على الأقل. تعتبر الرتبة الفرعية سيثارينويدي، التي تحتوي على عائلتي ديستيكودونتيداي، وسيثارينيداي، مجموعة أخت لباقي الكراسين، الرتبة الفرعية لـ كاراكويدي.

## التطور
الكراسين الأقدم هي سانتانيكثيس من العصر الطباشيري (الفترة الألبانية) في البرازيل. وبالرغم من أن جميع الأنواع المنقرضة هي أسماك المياه العذبة، إلا أن هذا النوع ربما كان من أسماك المياه المالحة أو البحار. وهناك كذلك العديد من الحفريات الأخرى المعروفة. وربما تنوعت الكراسين في البداية أثناء العصر الكريتاسي، بالرغم من ندرة الحفريات المعروفة من ذلك العصر. وأثناء العصر الكريتاسي، تكوّن الصدع الذي فصل أمريكا الجنوبية عن إفريقيا، الأمر الذي يفسر تباين معدل تنوع القارتين. فتنوعها المنخفض في إفريقيا قد يفسر سبب تعايش فصائل الأسماك البدائية مع سيبرينيفورمس معًا بالرغم من غيابهما في أمريكا الجنوبية، حيث انقرضت هذه الأسماك منها. وجديرٌ بالذكر أن الكراسين لم تنتشر في إفريقيا بالصورة الكافية لتصل إلى الجسر البري الذي يفصل بين إفريقيا وآسيا. وكانت أولى الأسماء التي وصلت إلى أمريكا الوسطى أسماك ميوسين المنقرضة.

## توزيعها
تتنوع الكراسين بصورة أكبر في مناطق المدار الاستوائي، حيث توجد في البحيرات والأنهار الاستوائية عبر الجنوب وأمريكا الوسطى. ويوجد ما يزيد على 209 أنواع من أسماك الكراسين في إفريقيا، منها: ديستيكودونتيدس وسيثارينيدس وأسماك أليستيدس وهيبسيتيداي. ويعتبر موطن باقي أنواع الكراسين الأخرى من الأمريكيتين.

## مظهرها وتشريحها
تمتلك الكراسين أوستاريوفيسي، وهو عبارة عن مجموعة من الأجزاء العظمية التي تربط بين المثانة الهوائية والأذن الداخلية. تتشابه الكراسين ظاهريًا مع أفراد الرتبة القريبة منه وهي أسماك سيبرينيورم، لكنها تتميز بـ زعنفة دهنية لحمي صغير بين الزعنفة الظهرية والذيل. تحتوي أغلب الأنواع على أسنان داخل الفم، نظرًا لأنها عادةً ما تكون لاحمة. ويغطى الجسم بالكامل تقريبًا بقشور واضحة المعالم. ولا يكون الفم في الغالب قابلاً للمد والانثناء في الحقيقة.
وتعتبر أكبر أسماك الكراسين وهي الهايدروسيناس جولياث إذ يصل طولها إلى 1.3 متر (4.3 أقدام)، بينما لا يتجاوز طول أصغرها 1.7 سنتيمتر (0.67 إنش) في أسماك كراسين البوليفية الزرقاء القزمة، زينيوروبريكون بوليانسيستراس. ولا تصل العديد من أفراد هذه المجموعة إلى 3 سنتيمتر (1.2 إنش).

## العلاقة بالبشر
أصبحت بعض الكراسين القليلة أكبر قليلاً، وأكثر أهميةً كطعام أو وسيلة للتسلية. ومع ذلك، فأغلبها أسماك صغيرة تعيش في المياه الضحلة. ويشاع تربية العديد من الأنواع، مثل تيترا في أحواض نظرًا لألوانها البراقة، وجرأتها عامةً، فضلاً عن تسامحها مع الأسماك الأخرى في المجمعات السمكية.